# 埃爾巴耶德爾埃斯皮里圖桑托

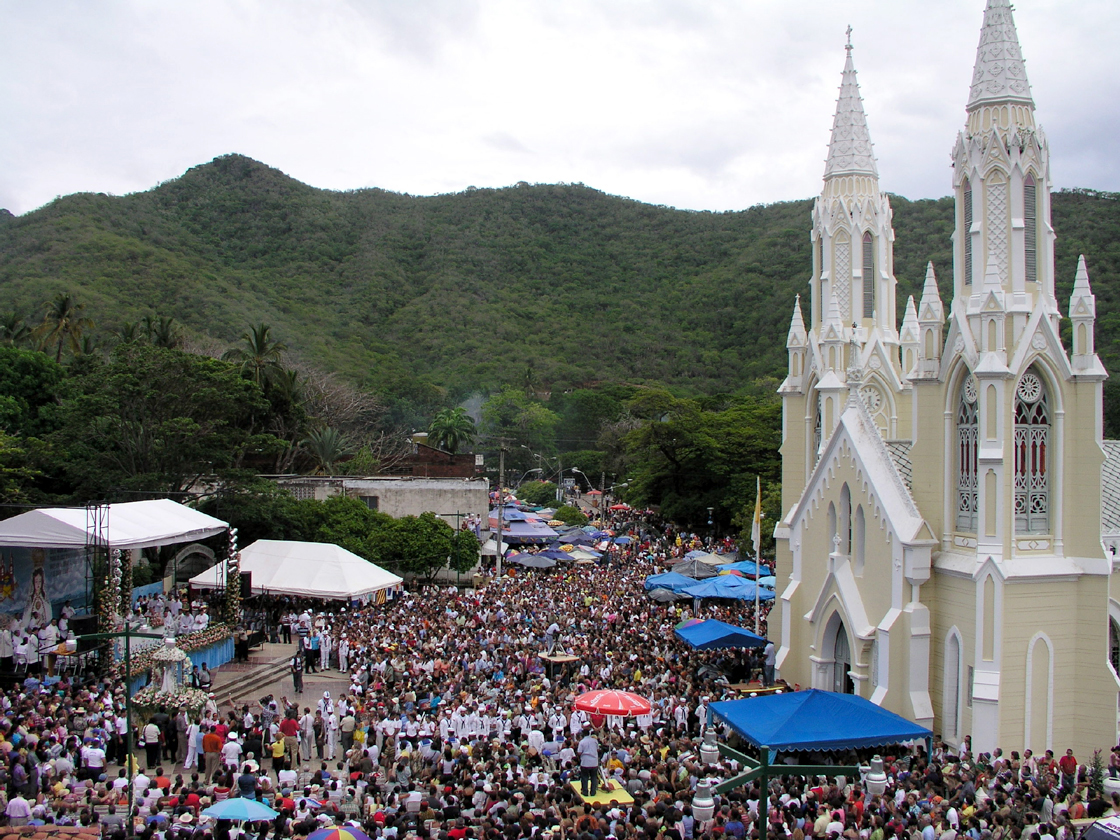

埃爾巴耶德爾埃斯皮里圖桑托（西班牙語：El Valle del Espíritu Santo）是委內瑞拉的城鎮，位於該國北部新埃斯帕塔州，是加西亞市的首府，始建於1529年，該鎮有多處殖民地建築物和博物館。
10°59′N 63°53′W / 10.983°N 63.883°W